# ユミハリテングハギモドキ
ユミハリテングハギモドキ(学名:Naso caesius)は、ニザダイ科の海水魚。インド太平洋に分布する。

## 分類・名称
1992年にアメリカの魚類学者であるJ.E.Randallと海洋生物学者のLori Jane Bell Colinによって記載され、タイプ産地はマーシャル諸島のエニウェトク環礁の東海峡の北側とされている。
種小名「caesius」は青みがかった灰色という意味で、本種の体色に由来する。

## 形態
体長は45 cm。体は側扁した楕円形で、頭部は角が無く、丸みを帯びる。尾柄に大きな2つの楕円形の骨質板をもち、雄の方が大きい。尾鰭は湾入せず、暗色である。背鰭は6 - 7棘27 - 30軟条から、臀鰭は2棘28 - 31軟条から、胸鰭は16 - 18条から成る。近縁種のテングハギモドキとは鰓にある黒い縞模様の有無で見分けられる。背面は青みがかった灰色または濃い茶色、腹面は銀色または灰色。側面上部から背面にかけ、銀色または灰色の斑点を持つ場合がある。斑点は体後部ほど縦長となる傾向がある。

## 分布・生態
主に中央太平洋西部に分布し、パラオ、マリアナ諸島、マーシャル諸島北部、ハワイ諸島、グレートバリアリーフ、チェスターフィールド諸島、ニューカレドニア、フィジー、ツバル、ソシエテ諸島、ピトケアン諸島で見られる。グレートバリアリーフから離れたオーストラリア海域ではロード・ハウ島とニューサウスウェールズ州以北の珊瑚海、さらには西オーストラリア州沖のアシュモア・カルティエ諸島、インド洋のクリスマス島とココス諸島でも見られる。日本では北大東島にて北西太平洋で初めて記録され、2020年に和名が提唱された。
水深15 - 50 mの礁湖、サンゴ礁に生息し、単独でまたは群れで生活する。動物プランクトンを捕食する。

## 人間との関係
グアムやパプアニューギニアなどでは食用として漁獲されている。